# 肯定性行动
肯定性行动（英語：Affirmative action），又稱為平權行動、積極行動措施、優惠性差別待遇、矯正歧視措施等，是指采取積極舉措，增加少數族裔或婦女在就業、就學、商業、文化領域中當前不足的代表性；其他因素包括肤色、宗教、國族出身。
肯定性行动主要集中于就业、教育、工程承包和医疗方案，如入學的種族配額及選舉的性別配額等，藉此避免少數族群在就業和教育上受到不公平對待，從而達到各族群享有平等的权利。但這種措施也時常引起逆向歧視等爭議。
平權行動政策的性質因地區而異，範圍從硬性配額到僅僅以鼓勵增加參與為目標。部分國家採用配額制度，為某一群體的成員保留一定比例的政府職位、政治職位和學校空缺。

## 起源
“肯定性行动”一词最早在美国使用。

## 實施方法
- 給予配額
- 向肯定性行動旨在增加的群體進行營銷/宣傳
- 針對特定受眾的特定培訓或模擬行動
- 放寬針對目標受眾的選擇標準

## 各國情況

### 美國
美國的肯定性行動政策可追溯至美國重建時期，即1863-1877 年。目前的政策是美國於20世紀60年代初推出，與民權法案主張不應根據種族膚色給予特定待遇不同，肯定性行動作為在招聘過程中給予特定種族優惠待遇的一種方式，此概念後來擴展到處理性別歧視之問題。
肯定性行動一直是眾多法院案件的主題，並因其憲法合法性受到質疑。2003年，最高法院關於高等教育中肯定性行動的一項裁決（ 格魯特訴布林格案, 539 US 244 – 最高法院 2003）允許教育機構在錄取學生時將種族作為一個因素。另外，一些大學使用財務標準來吸引通常代表性不足且生活條件較低的種族群體。加利福尼亞州（加州民權倡議）、密歇根州（密歇根民權倡議）和華盛頓州（倡議 200）等一些州已通過憲法修正案，禁止包括公立學校在內的公共機構在各自州內實施肯定性行動。2014年，美國最高法院裁定「各州可以選擇禁止在政府決策中考慮種族偏好」。到那時，俄克拉荷馬州、新罕布什爾州、亞利桑那州、科羅拉多州、內布拉斯加州、密歇根州、佛羅里達州、華盛頓州和加利福尼亞州等八個州已經禁止肯定性行動。保守派活動人士宣稱，大學悄悄地使用非法配額來歧視亞洲人、猶太人和白人背景的人，並發起了大量訴訟來阻止這些行為。
2023年6月29日，最高法院在學生公平錄取組織訴哈佛案中以6比2的裁決裁定，根據第14條修正案的平等保護條款，在大學招生中使用肯定性行動（依種族做錄取條件）是違憲。